# Portugiesische Badmintonmeisterschaft 1978
Die Portugiesische Badmintonmeisterschaft 1978 fand im März 1978 statt. Es war die 21. Austragung der nationalen Titelkämpfe in Portugal.

## Finalergebnisse
| Disziplin    | Sieger                     | Finalist                   | Ergebnis |
| ------------ | -------------------------- | -------------------------- | -------- |
| Herreneinzel | José Bento                 | António Crespo             | 2-1      |
| Dameneinzel  | Ana Monteiro               | Manuela Silva              | 2-0      |
| Herrendoppel | José Bento Jorge Cruz      | Cristiano Dias José Pessoa | 2-1      |
| Damendoppel  | Margarida Cruz Isabel Cruz | Ana Monteiro C. Paulino    | 2-0      |
| Mixed        | Jorge Nogueira Teresa Leal | José Bento Margarida Cruz  | 2-0      |